# Metallpatronen AG
Die Metallpatronen AG war ein deutsches Unternehmen der Rüstungsindustrie in Karlsruhe. 1883 wurde die Genehmigung zur Herstellung scharfer Munition erteilt. Nach 1889 wurde das preußische Heer beliefert. 1914 bestand im Kriegsfall ein Liefervertrag mit dem Deutschen Reich. 1970 fusionierten die beiden zur Quandt-Gruppe gehörenden Unternehmen Kuka GmbH und Industrie-Werke Karlsruhe AG (IWK) zur Industrie-Werke Karlsruhe Augsburg Aktiengesellschaft, kurz IWKA, mit Sitz in Karlsruhe, wobei die IWK auf die Metallpatronen AG zurückgeht.

## Geschichte

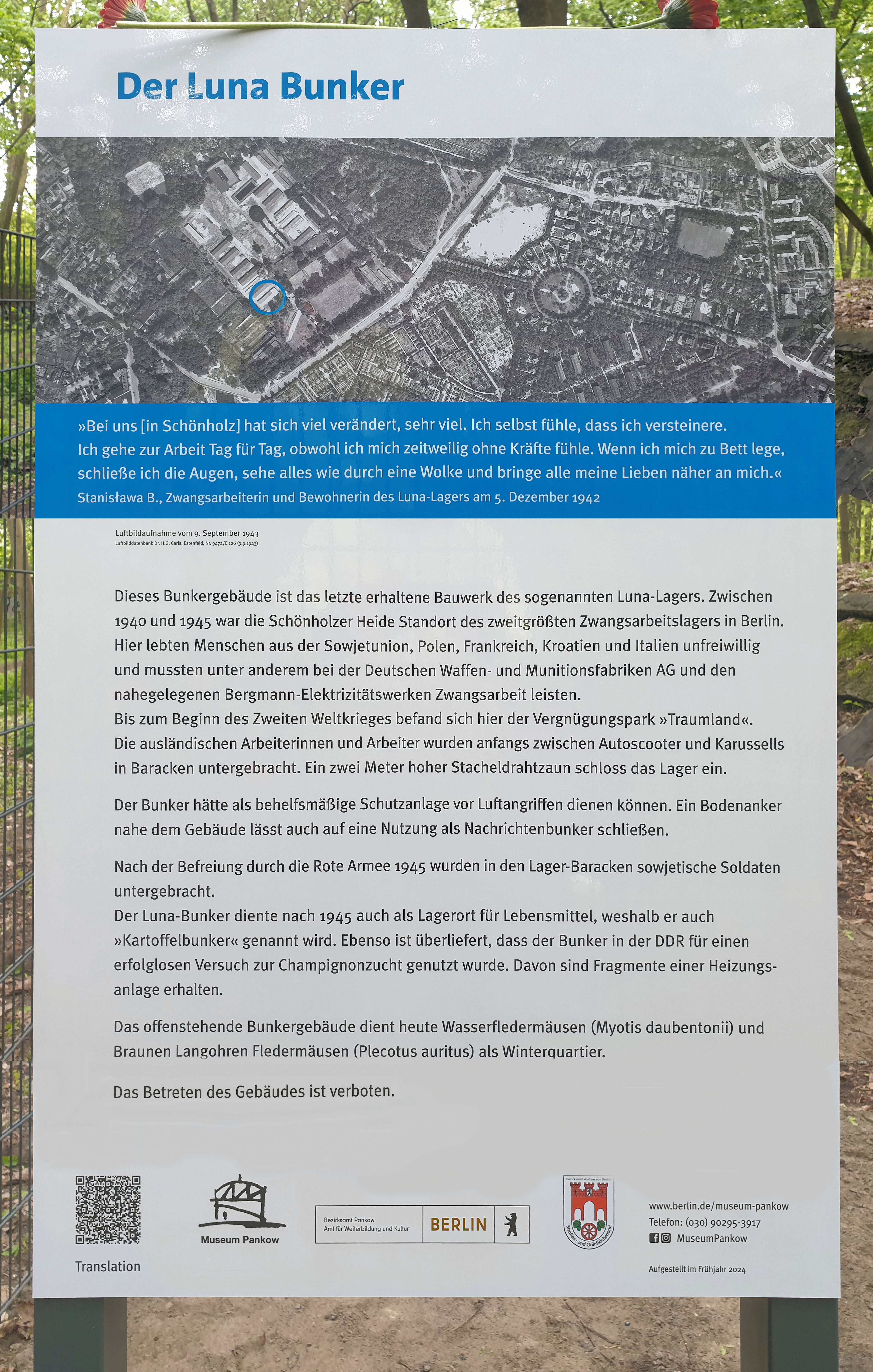
Zwangsarbeitslager in Berlin-Niederschönhausen

1872 wird die Patronenhülsenfabrik Henri Ehrmann & Cie. in Karlsruhe gegründet. 1878 erfolgte die Umbenennung in Deutsche Metallpatronenfabrik Lorenz. 1889 entstand, durch den Verkauf von seinem bisherigen Eigentümer Wilhelm Lorenz an die Firma Ludwig Loewe & Co. und die Vereinigung mit der Pulverfabrik Rottweil-Hamburg sowie den Vereinigten Rheinisch-Westfälischen Pulverfabriken, die Aktiengesellschaft Deutsche Metallpatronenfabrik (Metallpatronen AG).
1884 entwickelte Lorenz das sogenannte Verbundgeschoss.

### Deutsche Waffen- und Munitionsfabriken

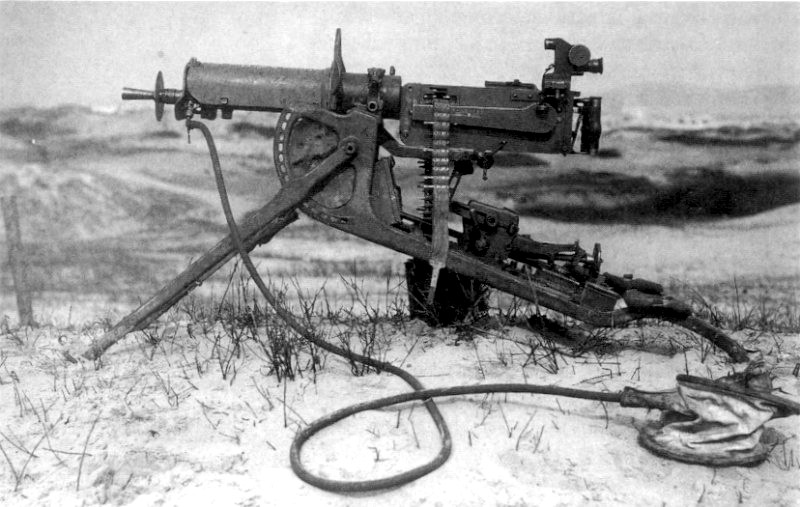
Maschinengewehr MG 08. Das Kriegsministerium genehmigte 1889 die Einführung von Maschinengewehren im preußischen Heer.

1896 wurde die Metallpatronen AG (Karlsruhe) sowie Teile der Unternehmen Ludwig Loewe & Co. (Berlin) und Mauser (Oberndorf) zur Deutsche Waffen- und Munitionsfabriken AG (DWM) mit Sitz in Berlin zusammengefasst.
Das Rüstungsprogramm unter Kaiser Wilhelm II. führte zu einer Ausweitung der Produktion. 1898 begann beispielsweise die Serienproduktion des Mehrladegewehrs Mauser 98 samt Munition.
Georg Luger entwickelte die ursprünglich bei Ludwig Loewe & Co. hergestellte fehleranfällige Pistole Borchardt C93 weiter und verbesserte sie so weit, dass die Weiterentwicklung die Serienreife erlangte und unter dem Namen Parabellumpistole von diversen Nationen als Ordonnanzwaffe eingeführt wurde. Der Markenname Parabellum wurde später auch für weitere Handfeuerwaffen benutzt.

### Berlin-Karlsruher Industrie-Werke
Um den im Friedensvertrag von Versailles festgelegten Auflagen nominell zu entsprechen, wurde 1922 die Firma in Berlin-Karlsruher Industrie-Werke AG (BERKA) geändert.

#### Olympia-Schreibmaschinen
Die Berlin-Karlsruher Industrie-Werke AG stellte in einer ehemaligen Gewehrfabrik in Erfurt Schreibmaschinen her. Diese firmierte zusammen mit Schreibmaschinenproduktion der AEG unter AEG-Deutsche Werke AG. Die Verwaltungsgesellschaft der Deutsche Werke AG, die Vereinigte Industrie-Unternehmungen AG (VIAG), übernahm diese Schreibmaschinenproduktion, die unter dem Markennamen Olympia vertrieben wurde, als Schreibmaschinen AG.

#### Sturmgewehr
Im Frühjahr 1918 erstellte Hauptmann Piderit von der preußischen Gewehr-Prüfungskommission (GPK) in Spandau ein Gutachten für die Oberste Heeresleitung, das die Vorzüge eines Kurzgewehrs beschrieb. Die ersten Versuche zu diesem Sturmgewehr wurden in die Waffenfabrik Solothurn ausgelagert. 1927 wurde die Testreihe von der Berlin-Karlsruher Industrie-Werke AG fortgesetzt.

#### Günther Quandt
1928 übernahm Günther Quandt die Kontrolle über die Berlin-Karlsruher Industrie-Werke AG und schrieb 1939 zum fünfzigjährigen Bestehen der Aktiengesellschaft in einer Gedenkschrift: „Es erfüllt uns mit Dankbarkeit und freudigem Stolz, daß die gesamte Gefolgschaft (…) ihre ganze Kraft daran setzte (…), die Tradition des Unternehmens wiederherzustellen. Daß diese Bemühungen zum Erfolge führten (…), verdanken wir aber allein der Initiative unseres Führers, der mit unbeugsamem Willen die Wiederertüchtigung und Wehrhaftmachung des deutschen Volkes durchführte.“ (Zit. bei Wolf Perdelwitz: Waffenschmiede Deutschland. Das Bombengeschäft. Gruner + Jahr, Hamburg 1985, S. 185.) Und weiter im Vorwort zu einer Jubiläumsschrift: „So aber war es möglich, im Augenblick der Machtergreifung dem Führer ein Werk zur Verfügung zu stellen, in dem Herstellung von Wehrgeräten in größerem Umfang sofort wieder aufgenommen werden konnte.“ () Vorstandsmitglied war von 1929 bis 1945 auch Johannes Gottlob Paul Voigt.

### Erneut Deutsche Waffen- und Munitionsfabriken

Aktie der DWM von 1936

Mit dem offenen Bruch des Versailler Vertrags 1936 wurde die Bezeichnung wieder sprechender: Deutsche Waffen- und Munitionsfabriken AG (DWM).

#### Maschinen für Massenverpackung
Von 1935 bis 1944 wurde auf einem Gelände von 40 Hektar in Lübeck-Schlutup mit der Tochtergesellschaft Maschinen für Massenverpackung GmbH (MfM) Munition des Kalibers 37 mm, Handgranaten, Patronenhülsen, Nebelkerzen und Bombenzünder gefertigt. Im Nordteil des Areals fertigte die MfM Artilleriehülsen der Kaliber 3,7 bis 21 cm. Die Gebäude bedeckten eine Fläche von 190.000 m².
Die Zwangsarbeiter und sonstigen Gefangenen waren zum großen Teil in den folgenden Lagern untergebracht:
- Turnhalle am Meilenstein in Schlutup
- Katz + Klumpp
- Bau-Brüggen an der Trave in Lübeck
- Am Breitling in der Mecklenburger Straße
- Gothmundlager in der Travemünder Landstraße
- Lager Am Stau
- Lager Eichholz 1 Brandenbaumer Landstraße 260–265
- Lager Eichholz 2 Brandenbaumer Landstraße Bohlkamp
- Lager Waldblick Wesloer Straße 52 / MfM

### Industrie-Werke Karlsruhe-Augsburg

Logo der IWKA

Nach dem Zweiten Weltkrieg 1949 wurde die Firma unter dem Vorstandsvorsitzenden Harald Quandt in Industrie-Werke Karlsruhe AG (IWK) geändert. Ab 1970 erschien Augsburg im Namen, der somit zu IWKA wurde. Aus den Anfangsbuchstaben des zugekauften Unternehmens Keller und Knappich, Augsburg entstand das Akronym KUKA, das als neue Firma der bisherigen IWKA von der Hauptversammlung im Mai 2007 beschlossen wurde.
Das Hauptwerk in Karlsruhe befand sich zwischen Brauerstraße, Südendstraße, Lorenzstraße und Gartenstraße, die von 1939 bis 1945 Günther-Quandt-Straße hieß. In den ehemaligen Fabrikhallen, einem Bau des Architekten Philipp Jakob Manz, befindet sich seit 1997 das Zentrum für Kunst und Medientechnologie (ZKM), die Städtische Galerie, die Staatliche Hochschule für Gestaltung und das Museum für Neue Kunst.

### Deutsche Waggon- und Maschinenfabriken
In den 1950er Jahren wurde der Berliner Teil des Unternehmens in Deutsche Waggon- und Maschinenfabriken GmbH umbenannt, benutzte aber weiterhin das originale DWM-Logo. Die neue Firma wies darauf hin, dass das Unternehmen nach dem Zweiten Weltkrieg die Produktion in Richtung Rekonstruktion und Neubau von Omnibussen und Schienenfahrzeugen verlagerte. Später wurde das Unternehmen Teil der Waggon Union.